# 노토로호
노토로 호 또는 노토리 호(일본어: 能取湖 노토로코, 노토리코[*])는 홋카이도 아바시리시에 있는 호수이다. 아바시리 국정공원에 포함되어 있다.

## 지리
홋카이도 동북부에 위치해 있으며, 오호츠크해와 맞닿은 해적호이다. 일본 호소중 13번째로 넓은 호수이다. 이전에는 해수유입부의 호수 입구가 계절적으로 개폐된 기수호였지만, 1973년 호안공사가 진행됨에 따라 호수입구가 고정되어 현재는 기수호보다는 해수호에 가깝다.
호수 남쪽은 퉁퉁마디 군락지가 있어 매년 9월경에는 호수 일면이 적색으로 물든다. 특히 우바라나이 지구(卯原内地区)는 일본 최대규모의 퉁퉁마디 군락지이다.